# Christuskirche (Mimbach)

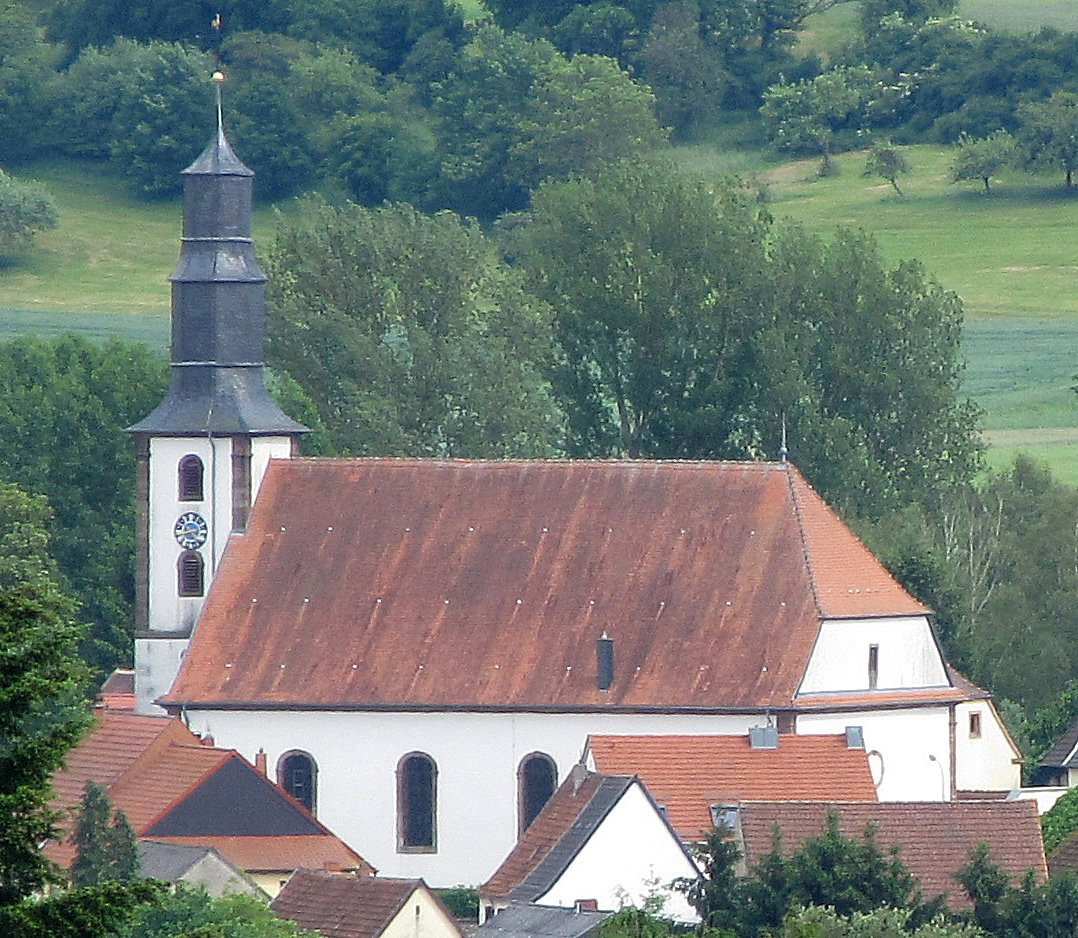
Christuskirche in Mimbach

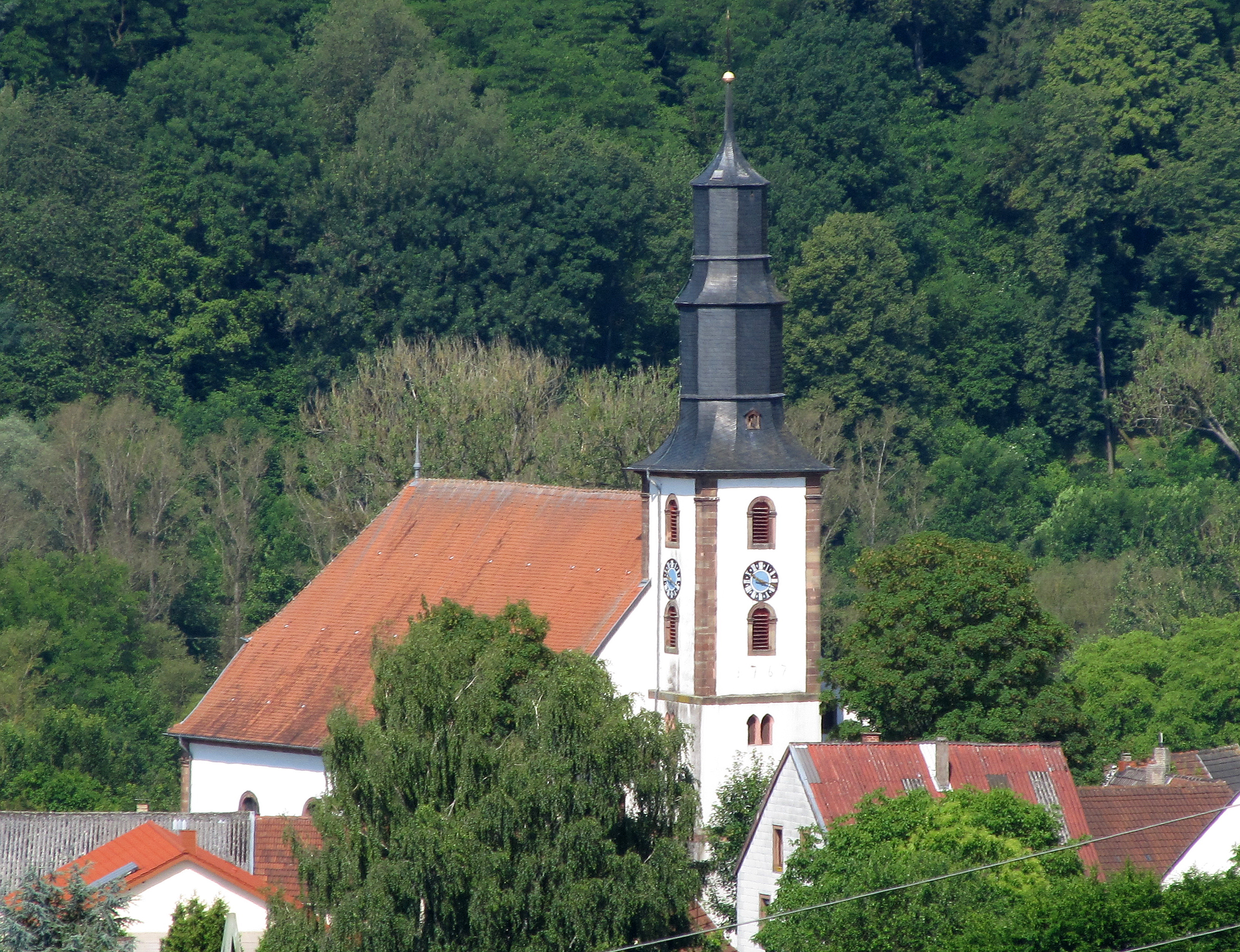
Weitere Ansicht der Kirche

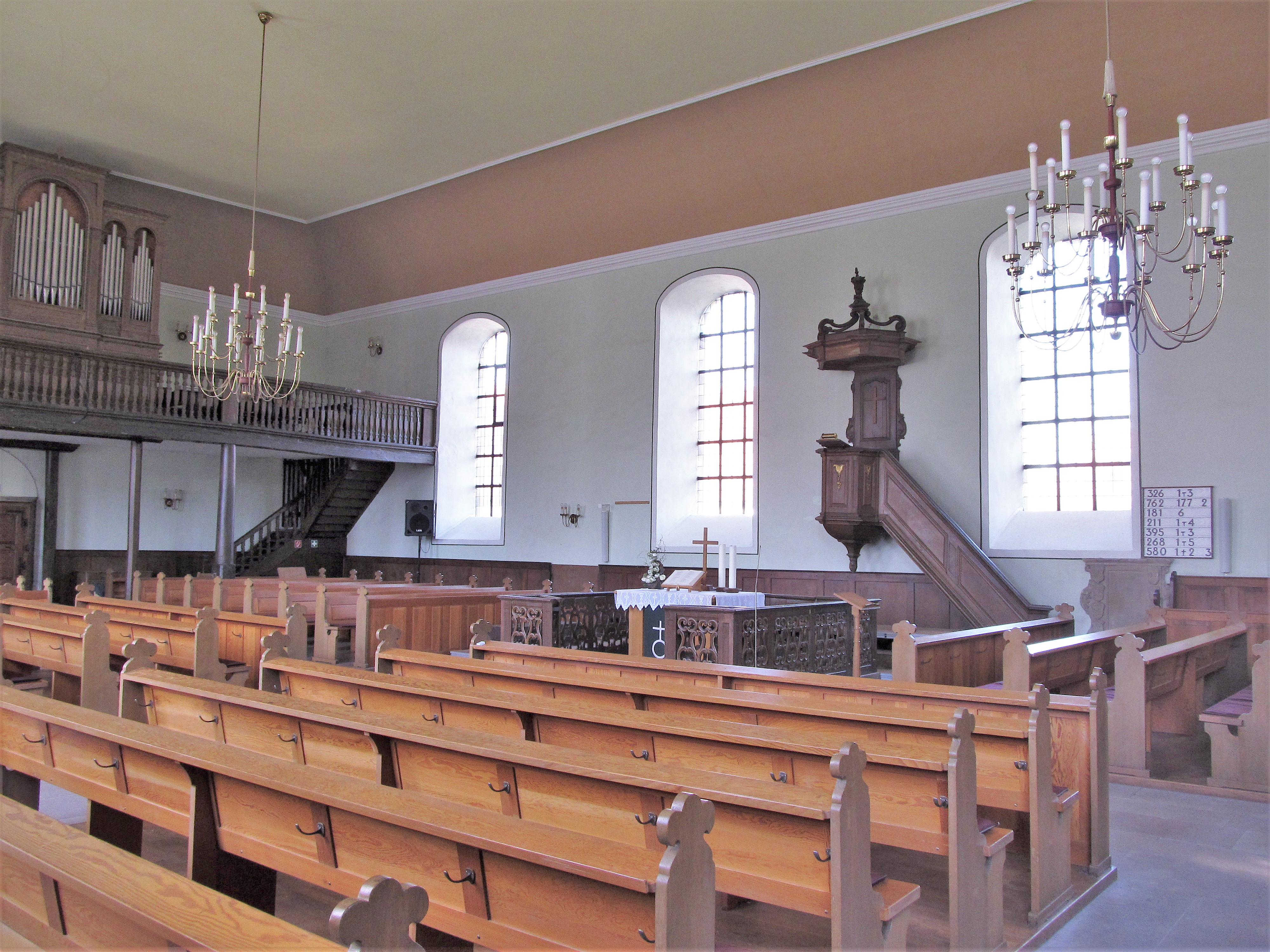
Innenraum

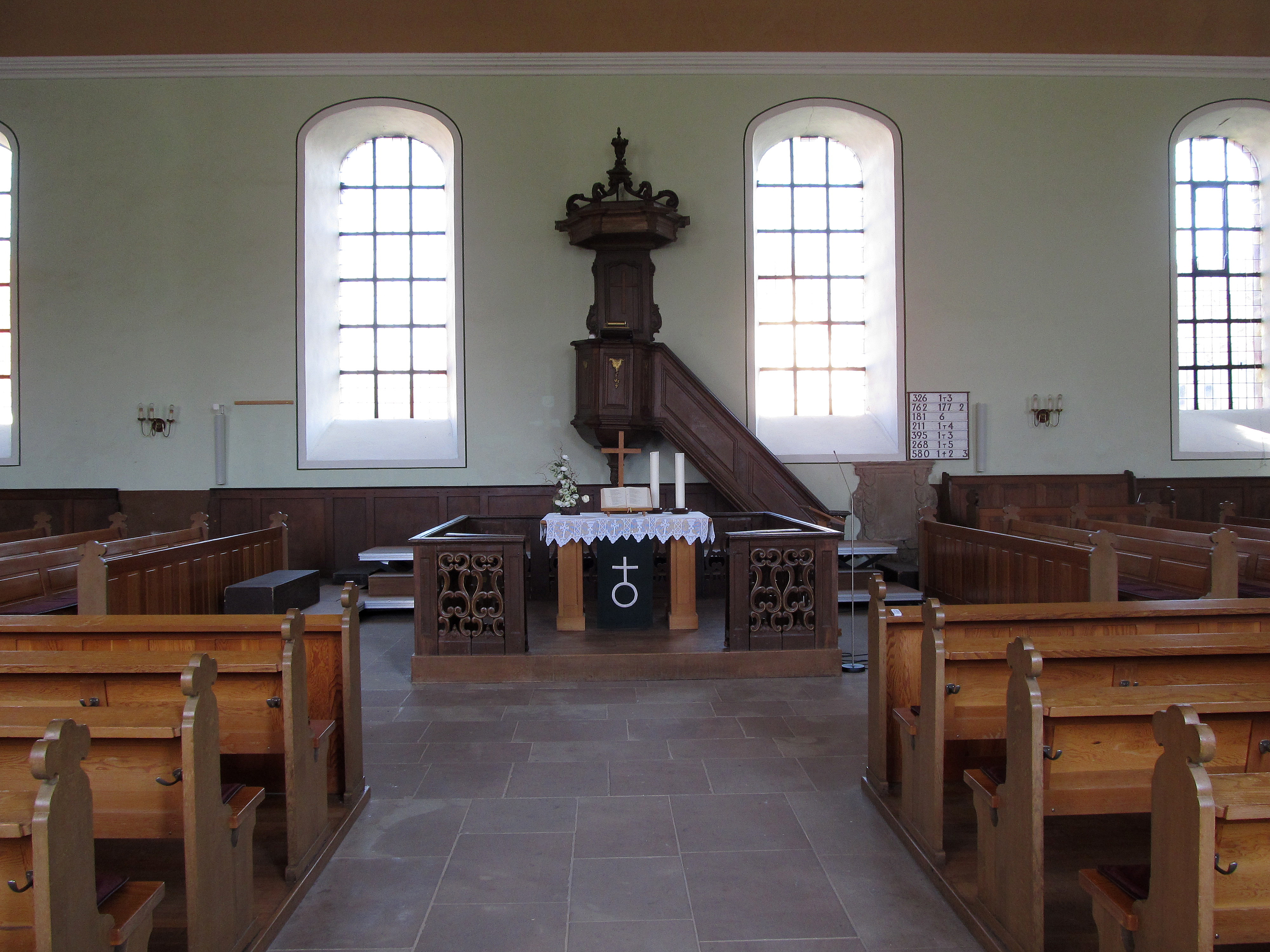
Altar und Kanzel

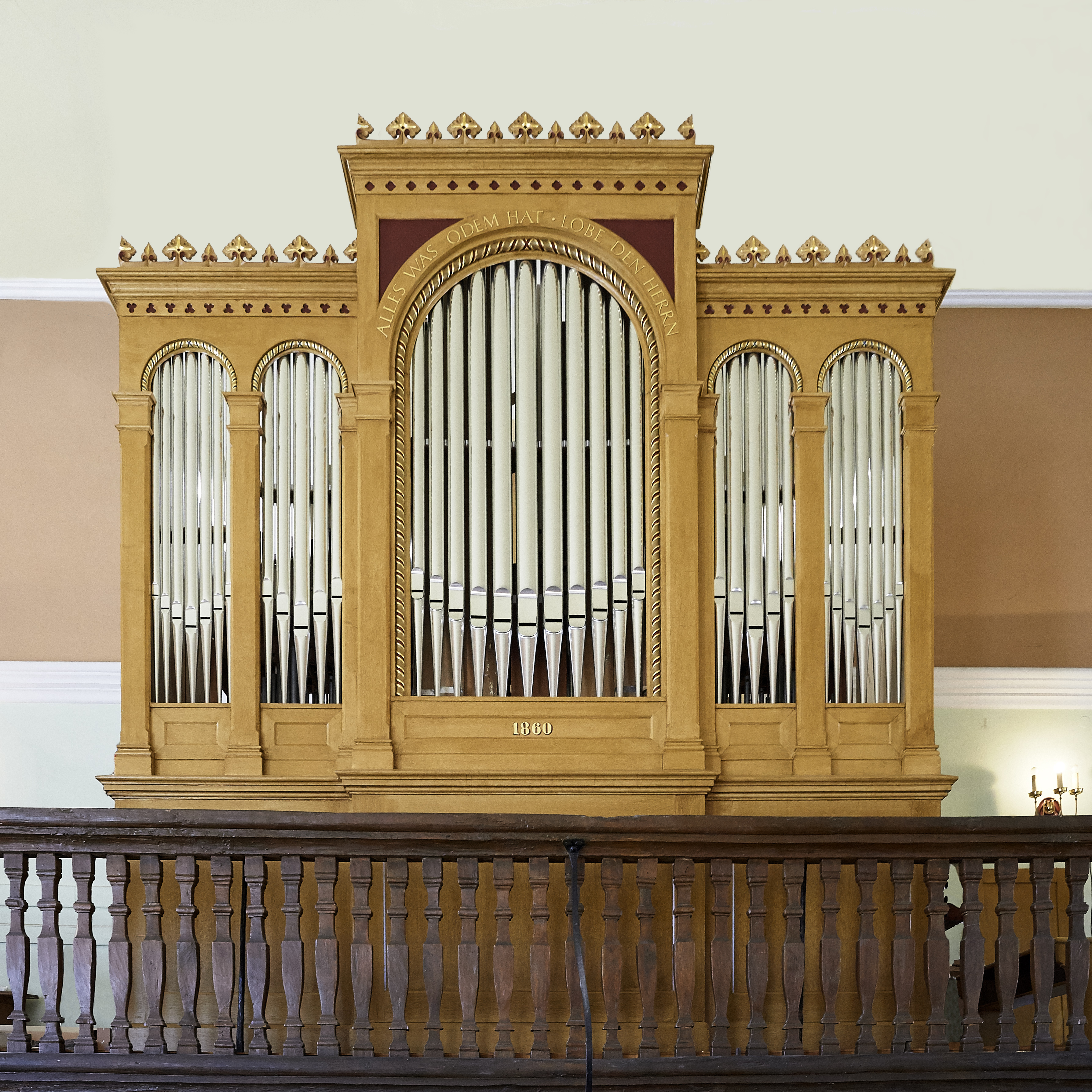
Blick zum Orgelprospekt

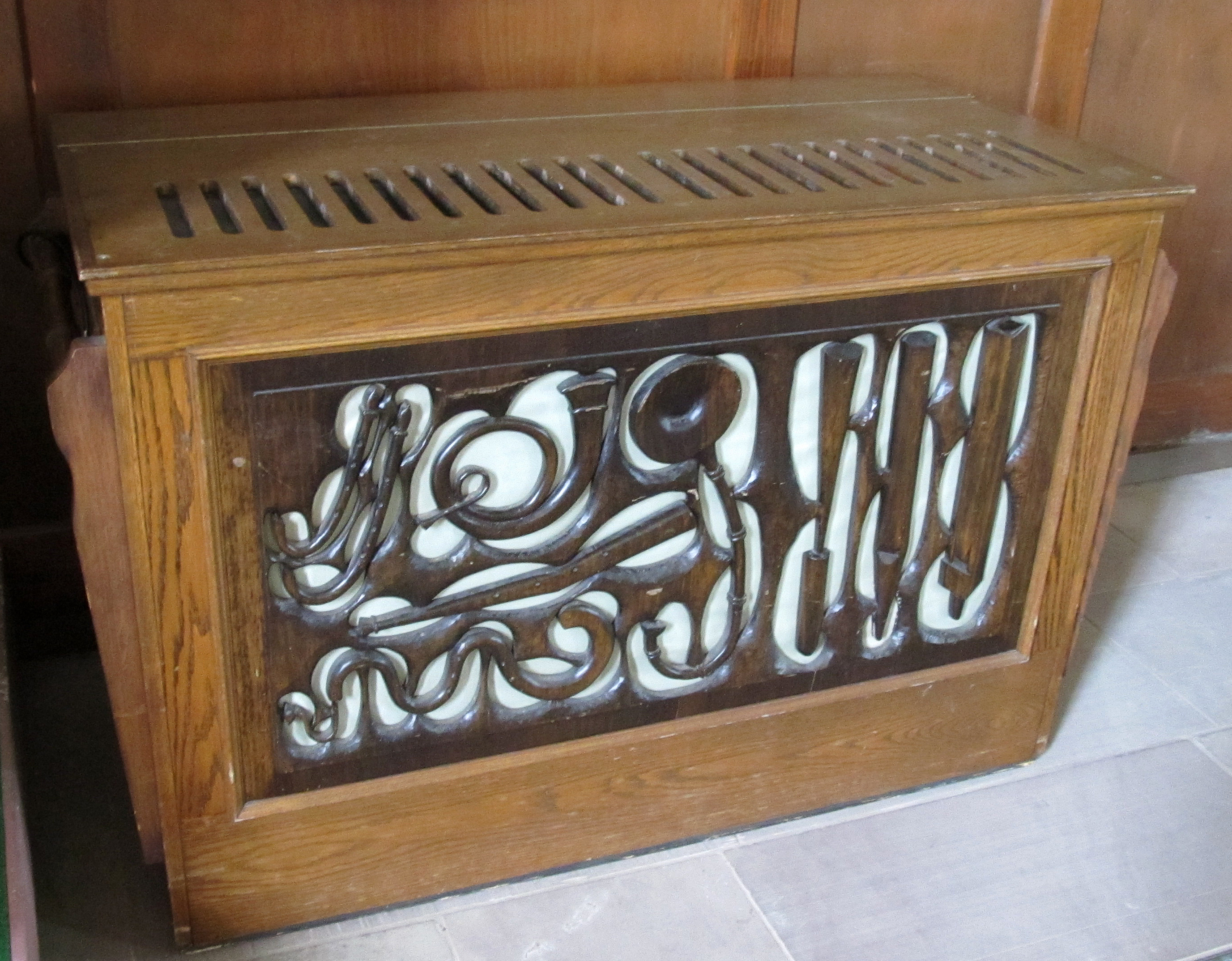
Truhenorgel

Die Christuskirche ist eine protestantische Kirche in Mimbach, einem Stadtteil von Blieskastel im saarländischen Saarpfalz-Kreis. Das Gotteshaus ist Pfarrkirche der Protestantischen Kirchengemeinde Mimbach im Kirchenbezirk (Dekanat) Zweibrücken der Evangelischen Kirche der Pfalz. Die Kirche wird als die bedeutendste Anlage des protestantischen Kirchenbaus des 18. Jahrhunderts im ganzen Saarpfalz-Kreis angesehen und ist in der Denkmalliste des Saarlandes als Einzeldenkmal aufgeführt.

## Geschichte
Ältester Teil der Kirche ist der untere Teil des aus dem 14. Jahrhundert stammenden Turms. Während des Dreißigjährigen Krieges (1618–48) wurde das Kirchengebäude stark in Mitleidenschaft gezogen, sodass man sich zu einen Neubau des Kirchenschiffs entschloss. Dies geschah 1767–69. Zu Beginn der Bauarbeiten wurde der mittelalterliche Turm erhöht und erhielt seine charakteristische Haube.
Für das Kirchenschiff und die Turmerhöhung waren zwei unterschiedliche Bauherren verantwortlich: Das Kirchenschiff erbaute der Inhaber des Großen Zehnten, der Graf von der Leyen in Blieskastel, der Turmbau samt Haube lag in der Verantwortung des Inhabers des Kleinen Zehnten, der protestantischen Kirchenschaffnei in Zweibrücken. Die Baumaßnahmen erfolgten nach den Plänen des pfalz-zweibrückischen Landbaudirektors und Architekten Philipp Heinrich Hellermann.

## Architektur und Ausstattung
Das Kirchenschiff ist ein einfacher Rechteckbau mit vier Fensterachsen und einem Schopfwalm- bzw. Krüppelwalmdach. Östlich an das Kirchenschiff angebaut ist ein Turm mit quadratischer Grundform. Der Innenraum mit Kanzel und Altarschranken aus der Erbauungszeit ist ein typisches Beispiel für eine calvinistisch-nüchterne Betsaalkirche.
Bemerkenswert im Inneren der Kirche ist das Doppelgrabmal von Johann Adluff von Eltz und Blieskastel († 1574) und seiner Ehefrau Katharina von Brandscheid († 1592), das zu den wertvollsten Renaissance-Bildarbeiten in der Region zählt. Das an der Kirchenostwand angebrachte Grabmal zeigt im Rollwerkrahmen die skulptierten Standfiguren des Ehepaares, gerahmt von Wappen, Abstammungshinweisen und ergänzenden Schrifttafeln. Wer das Werk geschaffen hat, sagen die Jahreszahl 1576 und die Initialen HBT („Hans Bildhauer Trier“) auf den Quasten links und rechts des männlichen Kopfes.

## Orgel

### Hauptorgel
Die Orgel wurde 1860 als opus 170 von der Firma E. F. Walcker (Ludwigsburg) gebaut und verfügt über 16 Register, verteilt auf 2 Manuale und Pedal. Das unter Denkmalschutz stehende Instrument ist die erste Walcker-Orgel und damit Kegelladenorgel im Saarland und wurde auf der seitlichen Empore aufgestellt. Der Spieltisch befindet sich rechts am Orgelgehäuse.
1965 erfolgte ein tiefgreifender Umbau durch das Orgelbauunternehmen Gebr. Oberlinger Orgelbau (Windesheim), wobei die ursprüngliche Auslegung auf einen grundtönigen, romantischen Klang in die Bevorzugung spitzerer, neobarocker Farben überführt wurde. Hier ersetzte man mehrere eher grundtönige 8′-Register durch 4′- und 2′-Register bzw. Mixturen.
Die Orgel wurde 2016/17 mit erheblichem finanziellen Einsatz durch die Orgelbaufirma Markus Lenter (Sachsenheim) mit Erfolg in ihren optischen und klanglichen Urzustand zurückgebaut, renoviert und restauriert.
| I Manual C–f3 |                |        |
| 1.            | Principal      | 8′     |
| 2.            | Viola di Gamba | 8′     |
| 3.            | Gedeckt        | 8′     |
| 4.            | Floete         | 8´     |
| 5.            | Octav          | 4′     |
| 6.            | Rohrfloete     | 4´     |
| 7.            | Quint          | 2 2/3´ |
| 8.            | Octav          | 2´     |
| 9.            | Mixtur III     | 2´     |
|               |                |        |

| II Manual C–f3 |               |    |
| 10.            | Principal     | 8′ |
| 11.            | Salicional    | 8´ |
| 12.            | Liebl.Gedeckt | 8′ |
| 13.            | Floete        | 4´ |
|                |               |    |

| Pedal C–d1 |            |     |
| 14.        | Subbass    | 16′ |
| 15.        | Violonbass | 16´ |
| 16.        | Octavbass  | 8′  |

- Koppeln: II/I, I/P

### Truhenorgel
Die Kirche verfügt noch über eine weitere Orgel: eine einmanualige Truhenorgel des Orgelbauers Peter Frenzel mit 2 (3) Registern. Die Bass-Diskant-Teilung liegt zwischen e0 und f0, das Baujahr ist unbekannt. Im Verlauf der Restaurierung der Hauptorgel (Walcker-Orgel) wurde ein barockes 4′-Register gefunden (Kleingedackt, um 1780). Der Freundeskreis der Walcker-Orgel Mimbach bereitet z. Z. den Einbau dieses Registers in die Truhenorgel vor, die als Begleitinstrument des „Chores der Christuskirche Mimbach“ dient.
| Manual C–f3 |             |                            |  |  |
| 1.          | [Gedackt]   | 8′ (ohne Registerzug)      |  |  |
| 2.          | [Principal] | 2′ B/D (ohne Beschriftung) |  |  |